# La Part du soupçon
Pour plus de détails, voir Fiche technique et Distribution.
La Part du soupçon est un téléfilm français en deux parties réalisé par Christophe Lamotte, diffusé en 2019.
Il a été tourné à Vannes et dans le Morbihan.

## Synopsis
Alice vit le bonheur ordinaire d'une mère de famille quand tout bascule : l'homme de sa vie, Thomas, le père de son enfant, est soupçonné d'être Antoine Durieux-Jelosse, l'homme qui a défrayé la chronique pour avoir tué toute sa famille quinze ans auparavant. Depuis tout ce temps, la commandante Sophie Lancelle n'a jamais arrêté de chercher cet homme ayant commis l'impensable et elle est prête à tout pour le retrouver. Entre ces deux femmes que tout oppose, un homme crie son innocence.

## Fiche technique
Sauf indication contraire, les informations mentionnées dans cette section peuvent être confirmées par la base de données cinématographiques Allociné,  présente dans la section « Liens externes ».
- Titre original : La Part du soupçon
- Réalisation : Christophe Lamotte
- Scénario : Julien Messemackers
- Musique : Alexandre Lessertisseur et R. Jericho
- Direction artistique : Fabienne Arbelot, Charlotte Denaud et Anne Viau
- Décors : Lise Peault
- Costumes : Béatrice Lang
- Photographie : Hugues Poulain
- Montage : Emmanuèle Labbe
- Production : Clément Sentilhes, Stéphane Marsil et Clothide Jamin
- Sociétés de production : Beaubourg Stories et  Beaubourg Audiovisuel ; TF1 Production, Be-Film et RTBF (coproductions)
- Société de distribution : TF1 Distribution
- Pays d'origine :  France
- Langue originale : français
- Durée : 2 x 52 minutes
- Dates des premières diffusions : 
  - Belgique : 10 septembre 2019 sur La Une[2]
  - France : 23 septembre 2019 sur TF1
- Public : Déconseillé aux moins de 10 ans

## Distribution
- Kad Merad : Thomas Kertez (alias Antoine Durieux-Jelosse)
- Laurence Arné : Alice Kertez
- Gaspard Pasquet : Romain Kertez
- Géraldine Pailhas : Sophie Lancelle
- Aladin Reibel : Serge Vilmorin
- Jean-Philippe Puymartin : Vincenzi
- Julie-Anne Roth : Virginie Plouermel
- Françoise Lebrun : Gladys Durieux-Jelosse
- Isa Mercure : Madame Tyran
- Steve Achiepo : Mademba Bouyoute
- Raphaël Quenard : Flavin
- Vincent Berger : Robert Maillard
- Ludmila Mikhailova : Sonia Gorinsky
- Mustapha Abourachid : Mehdi Kerzaoui
- Martine Coste : Caroline Folleron
- Léonore Confino : la journaliste
- Olivier Faliez : Jean Dupuis
- Sylvette Le Nevé : Jacqueline Maillard
- Damien Le Delezir : Frédéric
- Muriel Riou : l'amie de Caroline
- Caroline Bonis : la patiente d'Alice
- Vincent Furic : Marc Plouermel
- Martine Chevallier : Dorothée Vilmorin

## Inspiration
Bien que partiellement inspiré de l'affaire Xavier Dupont de Ligonnès, le téléfilm évoque singulièrement, en toile de fond, une forme de trame scénaristique rappelant également le périple erratique de John Emil List,. Le téléfilm se distancie de l'affaire Dupont de Ligonnès en imaginant une suite possible à la vie du criminel toujours en fuite.

## Audience
Selon Médiamétrie, le téléfilm a rassemblé 5,103 millions de téléspectateurs, en France, soit 22,5 % en PDA pour la première partie. La seconde a attiré 4,63 millions de téléspectateurs, soit 23,6 % des personnes âgées de quatre ans et plus.

## Distinction
- Festival Polar de Cognac 2019 : Meilleur film unitaire francophone[7]